# Sjachtarsk
Sjachtarsk (ukrainska: Шахтарськ lyssna (fil); ryska: Шахтёрск, Sjachtiorsk) är en stad i Donetsk oblast i östra Ukraina. Staden ligger cirka 51 kilometer öster om Donetsk. Sjachtarsk beräknades ha 48 208 invånare i januari 2022.
Under de proryska protesterna i Ukraina 2014 intogs staden av proryska separatister.